# Jorge D'Alessandro
Jorge D'Alessandro (Buenos Aires, 28 de juliol de 1949) és un exfutbolista i entrenador argentí.

## Com a futbolista
La carrera de D'Alessandro va començar a les files del San Lorenzo de Almagro argentí, allí forma de porter i aconsegueix guanyar fins a quatre campionat de lliga en sis temporades. El juny de 1974, el club disputa un amistòs contra la UD Salamanca, i els castellans són impressionats per la valúa del guardameta, de manera que aposten pel seu fitxatge, tot assolint un tracte favorable de l'associació de futbolistes argentins, atès que en primera instància els jugadors menors de 26 anys no podien jugar a l'estranger en aquella època (D'Alessandro en tenia 25).
El porter va estar sota els pals del Salamanca durant deu campanyes, nou a Primera Divisió, descomptant l'efímer pas per Segona a la temporada 81/82. En un partit contra l'Athletic Club, a la 76/77, va topetar amb el basc Dani, de manera que li va resultar afectat un ronyó, que a les postres va haver de ser extirpat. Tot i que els consells mèdics el recomanaven la retirada, D'Alessandro va continuar en actiu fins al juny de 1984, havent estat un dels futbolistes amb més partits oficials de la UD Salamanca, encara que just eixe estiu es materialitzava un nou descens a Segona.

## Com a entrenador
Després de penjar els guants, D'Alessandro va continuar vinculat a la UD Salamanca, com a tècnic dels equips inferiors, fins al primer filial, el CD Salmantino. A la campanya 90/91 fa el salt a la Segona Divisió de la mà de la UE Figueres, on roman dos anys amb un destacat balanç, la qual cosa possibilita el seu fitxatge pel Reial Betis. El club andalús estava també a la categoria d'argent i buscava el retorn a la màxima divisió espanyola, objectiu que a les postres no es va aconseguir.
Al mes de març de 1994, entra en la banqueta de l'Atlètic de Madrid. La banqueta matalassera viu una temporada convulsa, i l'argentí és el sisé tècnic. En el seu debut a Primera com a entrenador, conclou com a 12é, però no és renovat. Tot i això, al novembre del mateix 1994, retorna a fer-se càrrec de l'Atlético, després de la destitució de Francisco Maturana. 13 jornades després, serà D'Alessandro qui sume una línia més a la llarga llista de tècnics cessats pel president Jesús Gil y Gil.
A la campanya 95/96 conclou la temporada a la UD Salamanca, on no pot evitar el descens a Segona Divisió. L'any següent fitxa pel CP Mérida, a qui ascendeix a Primera a l'estiu de 1997. Serà l'entrenador dels extremenys tota la campanya 97/98, que acaba amb el retorn a Segona. Els anys següents dirigeix a Elx CF, de nou Salamanca i Rayo Vallecano.
A partir d'ací, D'Alessandro deixa les banquetes per un període, en el qual es dedica a ser comentarista esportiu en ràdio i televisió. La seua tornada als camps va ser en una tercera etapa salmantina, l'abril de 2010. El 31 d'octubre de 2011 fitxa pel Gimnàstic de Tarragona, en substitució de Juan Carlos Oliva. Tot i un esperançador inici (incloent un 5-0 al CE Sabadell), l'argentí no pot evitar el descens dels catalans a Segona B, el quart de la seua carrera professional.